# Michajlovskij rajon (Oblast' dell'Amur)
Il Michajlovskij rajon (in russo Михайловский район?) è un rajon dell'Oblast' di Amur, nella Russia asiatica con capoluogo Pojarkovo.

## Centri abitati
- Pojarkovo
- Voskresenovka
- Kavkaz
- Šumilovka
- Dim
- Dubovoe
- Privol'noe
- Šurino
- Zelenyj Bor
- Krasnyj Jar
- Čeremisino
- Nižnjaja Il'inovka
- Jaroslavka
- Kalinino
- Vinnikovo
- Koršunovka
- Krasnyj Vostok
- Nižnezavitinka
- Michajlovka
- Arsent'evka
- Novogeorgievka
- Petropavlovka
- Novočesnokovo
- Vysokoe
- Kuprijanovo
- Česnokovo
- Krasnaja Orlovka
- Šadrino